# Liste von Wegweisersäulen im Landkreis Meißen
- Karte mit allen Koordinaten:
- OSM |
- WikiMap

Diese Aufzählung ist eine Teilliste der Liste von Wegweisersäulen in Sachsen.

## Landkreis Meißen

### Diera-Zehren
| Bild         | Bezeichnung         | Lage                   | Datierung                 | Beschreibung                        | ID       |
| ------------ | ------------------- | ---------------------- | ------------------------- | ----------------------------------- | -------- |
| Bild gesucht | Wegestein Keilbusch | Meißner Straße (Karte) | Bezeichnet mit 1855       | Verkehrsgeschichtlich von Bedeutung | 09267777 |
| Bild gesucht | Wegestein Naundorf  | Am Rodeberg (Karte)    | 1. Hälfte 19. Jahrhundert | Verkehrsgeschichtlich von Bedeutung | 09267877 |

### Ebersbach
| Bild           | Bezeichnung | Lage                                                             | Datierung                 | Beschreibung | ID       |
| -------------- | ----------- | ---------------------------------------------------------------- | ------------------------- | --- | -------- |
| Weitere Bilder | Wegestein   | Freitelsdorfer Straße (Karte)                                    | 19. Jahrhundert           | Verkehrsgeschichtliche Bedeutung, durch ungewöhnliche Gestaltung Seltenheitswert. Sandstein, scharriert, auf oktogonalem Grundriss, an vier Seiten Medaillons mit Wegeangaben, stark verwittert, dreieckiger Aufsatz mit Gesims, Inschrift „Nach Rödern“. | 08958999 |
| Weitere Bilder | Wegestein   | Kalkreuther Straße (Karte)                                       | 19. Jahrhundert           | Verkehrsgeschichtlich von Bedeutung. Ca. 1,50 m hohe Granitstele, im unteren Bereich grob behauen, im oberen glatt bearbeitet und mit Inschrift (verwittert) versehen.                                                                                    | 08959016 |
| Bild gesucht   | Wegestein   | Kalkweg (Gemarkung Ober-Mittel-Ebersbach, Flurstück 888) (Karte) | 19. Jahrhundert           | Verkehrsgeschichtlich von Bedeutung. Hoher Granitpfeiler, ca. 1,65 m, Wegweiser nach Ebersbach, Steinbach 1/2 Std., Rödern 3/4 Std. | 08958989 |
| Weitere Bilder | Wegestein   | Hopfenbachstraße 36 (neben) (Karte)                              | Bezeichnet mit 1869       | Verkehrshistorische Bedeutung. Sandsteinblock, scharriert, an drei Seiten beschriftet: „Lauterbach/ Naunhof, Beiersdorf/ Feldweg“ | 08956616 |
| Wegestein      | Wegestein   | (Flurstück 216) (Karte)                                          | 19. Jahrhundert           | Verkehrshistorische Bedeutung. Ca. 1,50 m hoher Sandsteinkubus mit verwitterten Inschriften. | 08959017 |
| Weitere Bilder | Wegestein   | (Flurstück 28) (Karte)                                           | 19. Jahrhundert           | Verkehrsgeschichtliche Bedeutung | 08958996 |
| Bild gesucht   | Wegestein   | Ortsstraße (Karte)                                               | 19. Jahrhundert           | Verkehrshistorische Bedeutung. Ca. 1 m hoher, scharrierter Sandstein mit Inschrift „Dallwitz/ Rostig“. | 08959041 |
| Bild gesucht   | Wegestein   | Ortsstraße (Karte)                                               | Bezeichnet mit 1855       | Verkehrshistorische Bedeutung. Ca. 1,20 m hoher, unregelmäßig behauener Granitblock mit Inschriften „Reinersdorf/ Radeburg/ Göhra/ Ortrand“ und „1855“.                                                                                                   | 08959040 |
| Weitere Bilder | Wegestein   | Am Lindenberg 4 (neben) (Karte)                                  | 2. Hälfte 19. Jahrhundert | Verkehrshistorische Bedeutung. Sandsteinkubus, scharriert, verwittert, Inschrift „nach Beiersdorf 0,5 km, Fußweg nach Naunhof 2 km“. | 08956614 |
| Weitere Bilder | Wegestein   | Schloßallee (Karte)                                              | 2. Hälfte 19. Jahrhundert | Verkehrshistorische Bedeutung, Sandsteinblock, scharriert, verwittert | 08956610 |
| Weitere Bilder | Wegestein   | (Gemarkung Lauterbach, Flurstück 25) (Karte)                     | 19. Jahrhundert           | Verkehrsgeschichtliche Bedeutung. Quadratischer Sandsteinpfeiler, Wegweiser nach Auer, Böhla, Naunhof, Hohndorf. | 08958995 |
| Bild gesucht   | Wegestein   | Alte Dorfstraße (Karte)                                          | 19. Jahrhundert           | Verkehrshistorische Bedeutung. Ca. 50 cm hoher Sandsteinkubus mit Inschrift „Ebersbach, Dresden, Radeburg“ | 08959026 |
| Weitere Bilder | Wegestein   | Alte Dorfstraße (Karte)                                          | 19. Jahrhundert           | Verkehrsgeschichtliche Bedeutung. Hoher Granitpfeiler, ca. 1,50 m, mit Wegweiser nach Naunhof, Lauterbach, Großenhain, Marschau, gelb-weiß gestrichen. | 08958990 |
| Weitere Bilder | Wegestein   | (Flurstück 395/2) (Karte)                                        | 19. Jahrhundert           | Verkehrsgeschichtlich von Bedeutung. Ca. 1,30 m hoher, scharrierter Sandsteinkubus mit ovaler Aussparung, darin Inschrift (zum Teil verwittert) „Reinersdorf/ Großenhain“.                                                                                | 08959043 |
| Weitere Bilder | Wegestein   | Am Anger (Karte)                                                 | Bezeichnet mit 1866       | Verkehrshistorische Bedeutung. Ca. 0,90 m hoher, scharrierter Sandsteinkubus mit ovalen Aussparungen, Inschrift verwittert. | 08959076 |
| Bild gesucht   | Wegestein   | (Gemarkung Niederrödern, Flurstück 725/6) (Karte)                | 19. Jahrhundert           | Verkehrsgeschichtliche Bedeutung. Hoher Granitpfeiler, ca. 1,70 m, oberer Abschluss mit kleinen Giebeln an vier Seiten, Wegweiser nach Steinbach, andere Inschriften verwittert.                                                                          | 08958988 |

### Gröditz
| Bild         | Bezeichnung | Lage                          | Datierung                 | Beschreibung | ID       |
| ------------ | ----------- | ----------------------------- | ------------------------- | --- | -------- |
| Wegestein    | Wegestein   | (Flurstück 594/4) (Karte)     | 19. Jahrhundert           | Verkehrshistorische Bedeutung. Ca. ein Meter hoher Sandsteinkubus mit Inschriften an zwei Seiten „Koselitz 2 km/ Nauwalde 2 km/ Tiefenau 1,5 km/ Gröditz 2 km“. | 08958947 |
| Bild gesucht | Wegestein   | Hoischeweg (Karte)            | Bezeichnet mit 1864       | Verkehrshistorische Bedeutung. Ca. 0,90 m hohe, überarbeitete Sandsteinstele mit Inschrift „1864/ Reppis 3 km/ Nauwalde“. Im April 2018 nach Baumaßnahmen nicht mehr vorhanden. | 08958924 |
| Wegestein    | Wegestein   | Schweinfurther Straße (Karte) | 2. Hälfte 19. Jahrhundert | Zeugnis mit verkehrshistorischer Bedeutung. Ca. 1,50 m hohe, aufgearbeitete Sandsteinstele mit Inschrift „nach Nieska u. Spansberg“ und „nach Schweinfurth“. | 08958919 |
| Wegestein    | Wegestein   | Waldweg (Karte)               | 2. Hälfte 19. Jahrhundert | Einfaches Zeugnis mit verkehrshistorischer Relevanz. Auf neuem Ziegelsockel aufgearbeiteter Sandsteinpilar in Prismenform, Beschriftung „Gohrisch 4 km/ Riesa 15 km/ Strehla 13 km/ Mühlberg 10 km, Gröbeln 1 km/ Liebenwerda 11 km/ Spansberg 2 km/ Großenhain 22 km/ Mühlberg 10 km“. | 08958946 |

### Großenhain
| Bild           | Bezeichnung | Lage                                                 | Datierung           | Beschreibung | ID       |
| -------------- | ----------- | ---------------------------------------------------- | ------------------- | --- | -------- |
| Bild gesucht   | Wegestein   | Pechweg (Flurstück 659) (Karte)                      | Bezeichnet mit 1836 | Verkehrshistorische Bedeutung. Ca. 2 m hoher Sandsteinkubus, im oberen Bereich dreieckförmige Aussparung, Inschrift „Koselitz, Bauda, Colmnitz, Görzig/ 1836“.        | 08958856 |
| Bild gesucht   | Wegestein   | Stadtweg (Karte)                                     | Bezeichnet mit 1836 | Verkehrshistorische Bedeutung. Inschrift „Goehra 1/4 St., Gr.Hayn 1 St., Kalkreuth 3/4 St./ Dorf Rostig 1836“.                                                        | 08958158 |
| Weitere Bilder | Wegestein   | (Flurstück 439/1) (Karte)                            | Bezeichnet mit 1838 | Verkehrshistorische Bedeutung. 1,40 m hoher, scharrierter Sandsteinkubus, Inschrift „Strauch, Raden, Frauenhain, Stroga, Zabeltitz“.                                  | 08958680 |
| Wegestein      | Wegestein   | (Flurstück 44/4) (Karte)                             | Bezeichnet mit 1838 | Verkehrshistorische Bedeutung. 1,50 m hoher, scharrierter Sandsteinkubus mit abgerundeten Ecken, Inschrift „Strauch, Stroga, Gröden, Merzdorf, Strauch, Treugeböhla“. | 08958681 |
| Bild gesucht   | Wegestein   | Uebigauer Straße (Karte)                             | 19. Jahrhundert     | Verkehrshistorische Bedeutung. 0,5 m hoher Sandsteinkubus mit Inschrift „Strauch/Uebigau, Elsterwerda, Großenhain“.                                                   | 08958682 |
| Bild gesucht   | Wegestein   | Hauptstraße 68 (gegenüber) (Karte)                   | 19. Jahrhundert     | Verkehrsgeschichtlich von Bedeutung. Zirka ein Meter hoher Granitkubus, Inschrift „Treugeböhla, Raden“.                                                               | 08958706 |
| Bild gesucht   | Wegestein   | (Flurstück 175/1 oder 175/2, nicht digital kartiert) | 19. Jahrhundert     | Verkehrshistorische Bedeutung | 08958486 |

### Hirschstein
| Bild           | Bezeichnung | Lage                        | Datierung                     | Beschreibung | ID       |
| -------------- | ----------- | --------------------------- | ----------------------------- | --- | -------- |
| Weitere Bilder | Wegestein   | Schänitzer Straße (Karte)   | 19. Jahrhundert               | Verkehrshistorische Bedeutung. Ca. 1,30 m hoher hellgrauer Granitkubus, an drei Seiten Inschrift „Feldweg (ohne Kilometerangabe), Schänitz 0,7 kl., Riesa 7,0 kl., Boritz 0,5 kl., Meissen 16 kl., Fähre (ohne Kilometerangabe)“. | 08958796 |
| Weitere Bilder | Wegestein   | Am Bahnhof (Karte)          | 19. Jahrhundert, überarbeitet | Verkehrshistorische Bedeutung. 1,50 m hohe Sandsteinstele, scharriert, mit Inschrift „Mehltheuer, Prausitz“. | 08958736 |
| Weitere Bilder | Wegestein   | Böhlener Weg (Karte)        | 19. Jahrhundert               | Verkehrshistorische Bedeutung. Liegender Wegestein aus Sandstein, Inschrift stark verwittert. | 08958737 |
| Wegestein      | Wegestein   | Lommatzscher Straße (Karte) | 19. Jahrhundert               | Verkehrshistorische Bedeutung. Ca. 1,50 m hoher scharrierter Sandsteinkubus, an vier abgeschrägten Seiten Inschrift „Lommatzsch, Riesa, Seerhausen, Zehren“ (ohne Kilometerangaben).                                              | 08958797 |

### Klipphausen
| Bild           | Bezeichnung | Lage                                                                     | Datierung                  | Beschreibung | ID       |
| -------------- | ----------- | ------------------------------------------------------------------------ | -------------------------- | --- | -------- |
| Weitere Bilder | Wegestein   | Am Steinbruch 2 (vor), Ecke zu einem Feldweg nach Kleinschönberg (Karte) | 19. Jahrhundert            | Verkehrsgeschichtlich von Bedeutung | 09268599 |
| Weitere Bilder | Wegestein   | Hohle Gasse (Karte)                                                      | 19. Jahrhundert            | Verkehrsgeschichtlich von Bedeutung | 09304202 |
| Weitere Bilder | Wegestein   | Weistropper Straße (Karte)                                               | Bezeichnet mit 1832        | Verkehrsgeschichtlich von Bedeutung | 09304203 |
| Bild gesucht   | Wegestein   | Baeyerhöhe (Karte)                                                       | 19. Jahrhundert            | Verkehrsgeschichtlich von Bedeutung | 09268608 |
| Wegestein      | Wegestein   | Gävernitze (Karte)                                                       | 19. Jahrhundert            | Sandsteinschaft mit pyramidenförmigem Dach, vertiefte Inschriftenfelder erneuert, verkehrsgeschichtlich bedeutend. Der Stein zeigt neue (oder erneuerte) Beschriftungen Scharfenberg, Pegenau, Röhrsdorf und Schloss sowie die dazugehörigen Richtungsanzeiger. Außerdem findet sich die Darstellung einer Mühle (ist eine vor der relativ freien Überarbeitung nicht vorhanden Zutat). | 09302724 |
| Bild gesucht   | Wegestein   | (Flurstücke 122 oder 126) (Karte)                                        | 3. Viertel 19. Jahrhundert | Sandsteinsäule mit Schaft, hohem, etwas breiterem Kopf und vierseitigem, dachartigem Abschluss, dazu Inschriften und Richtungsweiser, verkehrsgeschichtlich bedeutend. Mit dem vierseitigen, dachartigen Abschluss entspricht die Säule einem Haupttyp. Inschriften und Richtungsanzeiger weisen nach Miltitz und Luga sowie nach Bahnhof Roitzschen und Krögis. | 09302727 |
| Weitere Bilder | Wegestein   | (Flurstück 18/1) (Karte)                                                 | 2. Hälfte 19. Jahrhundert  | Stele bestehend aus Schaft, zwei ovalen Inschriftfeldern und markanter Abdeckung mit kleinen Dreiecksgiebeln, verkehrsgeschichtlich von Bedeutung. Auf den Inschriftfeldern finden sich Ortsnamen, darunter Burkhardswalde, Munzig und Nossen, Kilometerangaben und Richtungspfeile. Die Wegweisersäulen wurden nach einer Anweisung von 1820 durch die Kommunen zuerst in Holz und später in Stein errichtet. Bis 1840 wurden Entfernungsangaben in Wegstunden (1 St. = 4,531 km) und ab 1875 Kilometerangaben zu den benachbarten Orten – auf den damaligen Hauptwegen und in der damaligen Schreibweise der Orte – verwendet bzw. zum Teil auch der Ortsname des Standortes, z. B. mit der Bezeichnung „Commun“ (für Kommune), und die Jahreszahl der Errichtung/Anfertigung angegeben. Das Material ist in der Regel heimischer Sandstein in regionaltypischer Gestaltungsform. Des Weiteren fallen noch Flursteine und Ortstafeln unter diese Kategorie. Diese kleinen Steine markierten an den damaligen Hauptwegen um 1900 die Ortsgrenzen bzw. Grenzen zu Rittergütern und den Staatsforstrevieren mit der den Orts-, Ritterguts- bzw. Staatsforstrevierangaben auf den jeweiligen Seiten bzw. zum Teil auch der Jahreszahl. Im Unterschied zu Grenzsteinen tragen sie kein Grenzkreuz (Kaiser, André, Forschungsgruppe Kursächsische Postmeilensäulen). | 09304243 |
| Bild gesucht   | Wegestein   | (Flurstücke 190, 297/1) (Karte)                                          | 3. Viertel 19. Jahrhundert | Sandsteinstele, flacher pyramidenförmiger Abschluss, vertiefte Inschriftfelder, Richtungsweiser noch erkennbar, ortsgeschichtlich und verkehrsgeschichtlich bedeutend | 09269980 |
| Bild gesucht   | Wegestein   | Taubenheimer Straße (Karte)                                              | 3. Viertel 19. Jahrhundert | Sandsteinschaft mit weit überkragender, pyramidenförmiger Bedachung, vertiefte Inschriftfelder, ortsgeschichtlich und verkehrsgeschichtlich bedeutend. Der Stein befindet sich entweder auf dem Straßenflurstück 27 oder auf dem Flurstück 24, Taubenheimer Straße 2. Auf einem Schriftfeld erscheinen Meißen und Wilsdruff sowie die dazugehörigen Richtungsweiser, auf dem anderen wohl drei Orte mit Richtungsweisern. | 09302725 |
| Weitere Bilder | Wegestein   | (Flurstücke 235, 245) (Karte)                                            | 19. Jahrhundert            | Verkehrsgeschichtlich von Bedeutung. Januar 2012 Mitteilung von der Gemeinde Klipphausen: zurzeit zur Restaurierung, Foto von Standort vorhanden, steht auf Feldfläche am Wegesrand. | 09268473 |

### Lampertswalde
| Bild           | Bezeichnung | Lage                                   | Datierung       | Beschreibung | ID       |
| -------------- | ----------- | -------------------------------------- | --------------- | --- | -------- |
| Weitere Bilder | Wegestein   | Blochwitzer Straße (Karte)             | 19. Jahrhundert | Verkehrshistorische Bedeutung. Ca. zwei Meter hoher Sandsteinkubus mit Inschrift „Dorf Lampertswalde, Brockwitz, Blochwitz, Weißig“.                                    | 08958647 |
| Wegestein      | Wegestein   | Dobrabach (Karte)                      | 19. Jahrhundert | Verkehrshistorische Bedeutung. Ca. 1,80 m hoher Sandsteinkubus, im oberen Drittel als Dreieck ausgebildet, Inschrift „Mühlbach, Lampertswalde, Hain“, stark verwittert. | 08958641 |
| Bild gesucht   | Wegestein   | (Flurstück 233) (Karte)                | 19. Jahrhundert | Verkehrshistorische Bedeutung. Ca. zwei Meter hohe Granitstele, im oberen Bereich als Dreieck ausgebildet, Inschrift stark verwittert.                                  | 08959023 |
| Bild gesucht   | Wegestein   | Niegerodaer Dorfstraße (Karte)         | 19. Jahrhundert | Verkehrshistorische Bedeutung. Ca. 1,80 m hoher Sandsteinkubus mit Dreieckaussparung im oberen Bereich, Inschrift „Weißig, Ortrand, Nigeroda, Brockwitz, Radeburg“.     | 08958811 |
| Bild gesucht   | Wegestein   | Niegerodaer Dorfstraße 1 (vor) (Karte) | 19. Jahrhundert | Verkehrshistorische Bedeutung. Ca. 1,10 m hoher Wegestein aus Sandstein, Inschrift „Oelsnitz, Brösnitz, Strauch, Feldweg/ 18..“, Datierung verwittert                   | 08958810 |
| Bild gesucht   | Wegestein   | Am Sportplatz (Karte)                  | 19. Jahrhundert | Verkehrshistorische Bedeutung. Ca. 0,40 m hoher Sandsteinkubus, Inschrift „G.hain, Skässchen (?)“ im unteren Bereich Dreieckaussparung.                                 | 08958814 |
| Bild gesucht   | Wegestein   | Dorfstraße (Karte)                     | 19. Jahrhundert | Verkehrshistorische Bedeutung. Ca. zwei Meter hoher Sandsteinkubus mit Inschrift „Blochwitz, Lampertswalde, Großenhain, Ortrand, Linz, Schönborn im Amtsbezirk Hain“.   | 08958634 |
| Bild gesucht   | Wegestein   | Dorfstraße (Karte)                     | 19. Jahrhundert | Verkehrshistorische Bedeutung. Ca. zwei Meter hoher Sandsteinkubus mit Inschrift „Schönfeld, Liega“, bei Liegaer Straße 1.                                              | 08958630 |
| Bild gesucht   | Wegestein   | (Flurstück 444) (Karte)                | 19. Jahrhundert | Verkehrshistorische Bedeutung. Ca. 1,50 m hohe Granitstele mit Resten von Inschrift, sonst stark verwittert.                                                            | 08958833 |

### Lommatzsch
| Bild           | Bezeichnung | Lage                     | Datierung           | Beschreibung                                              | ID       |
| -------------- | ----------- | ------------------------ | ------------------- | --------------------------------------------------------- | -------- |
| Bild gesucht   | Wegestein   | Albertitz (Karte)        | 19. Jahrhundert     | Verkehrsgeschichtlich von Bedeutung                       | 09268416 |
| Bild gesucht   | Wegestein   | Birmenitz (Karte)        | 19. Jahrhundert     | Verkehrsgeschichtlich von Bedeutung                       | 09268009 |
| Weitere Bilder | Wegestein   | Scheerau 1 (bei) (Karte) | Bezeichnet mit 1820 | Ortsgeschichtlich und verkehrsgeschichtlich von Bedeutung | 09304126 |

### Moritzburg
| Bild                 | Bezeichnung          | Lage                           | Datierung | Beschreibung | ID       |
| -------------------- | -------------------- | ------------------------------ | --------- | --- | -------- |
| Wegestein Friedewald | Wegestein Friedewald | Heinrichstraße 2 (bei) (Karte) | Um 1890   | Verkehrshistorisch von Bedeutung. Material Sandstein, ca. 1 m hoch, quadratische Form mit Seitenlänge von je etwa 0,25 m, steht auf einem ca. 30 cm hohen Betonsockel, an den Kanten mit weißer Farbe senkrecht markiert, unmittelbar am Wanderweg von Radebeul nach Moritzburg, der über das Gelände des Gasthofes Buchholz führt, Inschriften auf der Vorderseite „Moritzburg“ und „Lößnitz Gr.“, darunter ein Posthorn und traubenartiger Zierat. | 09284933 |

### Niederau
| Bild                  | Bezeichnung           | Lage    | Datierung | Beschreibung | ID |
| --------------------- | --------------------- | ------- | --------- | ------------ | -- |
| Wegestein Großdobritz | Wegestein Großdobritz | (Karte) |           |              |    |

### Nossen
| Bild           | Bezeichnung | Lage                                            | Datierung                  | Beschreibung | ID       |
| -------------- | ----------- | ----------------------------------------------- | -------------------------- | --- | -------- |
| Wegestein      | Wegestein   | Am Kronberg 1 (bei) (Karte)                     | 3. Viertel 19. Jahrhundert | Sandsteinsäule oder -stele mit dachförmigem Abschluss, dazu Inschriften und Richtungsweiser, verkehrsgeschichtlich von Bedeutung | 09304618 |
| Bild gesucht   | Wegestein   | (Flurstück 80) (Karte)                          | 19. Jahrhundert            | Kleiner markanter Schaft mit Inschriftfeldern, Richtungsanzeigern und einfacher, abgerundeter Kopfgestaltung, bedeutend für die Orts- und Verkehrsgeschichte. Inschriften „Nach Wuhsen“ und „Nach Krögis Heinitz“ und „Nach Miltitz“. | 09267887 |
| Wegestein      | Wegestein   | (Gemarkung Gohla, Flurstücke 49 und 73) (Karte) | 3. Viertel 19. Jahrhundert | Sandsteinschaft mit flachem, pyramidenförmigem Abschluss, Inschrift und Richtungsanzeigern, orts- und verkehrsgeschichtliche bedeutend. Die Säule befindet sich entweder auf dem Flurstück 49 oder 73 (öffentlicher Weg zum Ortskern von Gohla). Die über die ganze Länge des Steins gehende Inschrift ist bemerkenswert. Säule hat keine vertieften Inschriftfelder. | 09302726 |
| Bild gesucht   | Wegestein   | Heynitzer Straße 54 (gegenüber) (Karte)         | Bezeichnet mit 1860        | Kleiner markanter Schaft mit Inschriftfeldern, Richtungsanzeigern und einfacher, abgerundeter Kopfgestaltung, bedeutend für die Ortsgeschichte und Verkehrsgeschichte. Inschriften „Nach Kottewitz“, „Nach Katzenberg“ und „Nach Heynitz“. | 09303973 |
| Bild gesucht   | Wegestein   | Heynitzer Straße 60 (gegenüber) (Karte)         | 1. Hälfte 19. Jahrhundert  | Sandsteinstele mit Inschriften und Richtungsanzeigern, ortsgeschichtlich und verkehrsgeschichtlich bedeutsam. Inschriften „nach Kottewitz, Feldweg, nach Heynitz, Gohla“. | 09267815 |
| Bild gesucht   | Wegestein   | Noßlitzer Straße (Karte)                        | 19. Jahrhundert            | Verkehrsgeschichtlich von Bedeutung | 09268353 |
| Bild gesucht   | Wegestein   | Hanno-Günther-Straße (Karte)                    | 19. Jahrhundert            | Verkehrsgeschichtlich von Bedeutung | 09267317 |
| Bild gesucht   | Wegestein   | Mahlitzsch 1 (gegenüber) (Karte)                | 2. Hälfte 19. Jahrhundert  | Sandsteinstele mit Schaft, Richtungsanzeigen und Inschriften, ortsgeschichtlich und verkehrsgeschichtlich bedeutend. Inschriften „Nach Wendischbora Kottewitz“ und „Nach Deutschenbora Wunschwitz“. | 09267782 |
| Weitere Bilder | Wegestein   | Mertitz (Karte)                                 | 19. Jahrhundert            | Verkehrsgeschichtlich von Bedeutung, verwittert | 09268059 |
| Weitere Bilder | Wegestein   | (Gemarkung Klessig, Flurstück 204) (Karte)      | 19. Jahrhundert            | Verkehrsgeschichtlich von Bedeutung | 09268360 |
| Bild gesucht   | Wegestein   | Zum Radzberg (Karte)                            | 19. Jahrhundert            | Verkehrsgeschichtlich von Bedeutung | 09268504 |
| Weitere Bilder | Wegestein   | Schleinitz 2b (vor) (Karte)                     | 1. Hälfte 19. Jahrhundert  | Verkehrsgeschichtlich bedeutend. Mit Sockel, Schaft, pyramidenförmiger Abdeckung sowie Richtungsanzeigen und Inschriften in vertieften, ovalen Feldern. | 09303978 |
| Weitere Bilder | Wegestein   | Wendischbora (Karte)                            | 3. Viertel 19. Jahrhundert | Sandsteinsäule mit Schaft und etwas breiterem Kopf einschließlich vierseitigem, dachartigem Abschluss, dazu Inschrift (Mahlitzsch noch lesbar) und Richtungsweisern, verkehrsgeschichtlich bedeutend | 09305398 |
| Bild gesucht   | Wegestein   | (Flurstück 9/3) (Karte)                         | 1. Hälfte 19. Jahrhundert  | Kleiner markanter Schaft mit Inschriften, Richtungsanzeigern und einfacher, abgerundeter Kopfgestaltung, bedeutend für die Orts- und Verkehrsgeschichte. Inschriften: „Nach Kottewitz, Katzenberg, nach Wunschwitz, Heynitz“. | 09267816 |

### Nünchritz
| Bild           | Bezeichnung | Lage                       | Datierung           | Beschreibung | ID       |
| -------------- | ----------- | -------------------------- | ------------------- | --- | -------- |
| Weitere Bilder | Wegestein   | Nünchritzer Straße (Karte) | Bezeichnet mit 1834 | Verkehrshistorische Bedeutung. Scharrierter Sandsteinkubus, weiß getüncht, Inschrift „Dorf Weißig 1834/ Wildenhain 3/4 h/ Roda, Riesa, Großenhain, Merschwitz“. | 08957241 |

### Priestewitz
| Bild              | Bezeichnung       | Lage                                        | Datierung           | Beschreibung | ID       |
| ----------------- | ----------------- | ------------------------------------------- | ------------------- | --- | -------- |
| Wegestein Baßlitz | Wegestein Baßlitz | Gävernitzer Strasse (Karte)                 |                     | |          |
| Wegestein         | Wegestein         | Äußere Meißner Straße 1 (gegenüber) (Karte) | 19. Jahrhundert     | Verkehrshistorische Bedeutung. Sandsteinkubus mit Inschrift: Porschütz, Stauda, Meißen, Gr.hain.                                                                                                  | 08957759 |
| Bild gesucht      | Wegestein         | Alte Dorfstraße 22 (bei) (Karte)            | 19. Jahrhundert     | Verkehrsgeschichtlich von Bedeutung. Liegender Wegestein mit Inschrift: „Geißlitz ...“ (Reste verwittert).                                                                                        | 08957790 |
| Weitere Bilder    | Wegestein         | (Flurstück 131) (Karte)                     | 19. Jahrhundert     | Verkehrshistorische Bedeutung. Ca. 1,40 m hoher Wegestein aus Sandstein, mit Inschrift „Gävernitz, Böhla, Baßlitz“.                                                                               | 08957766 |
| Weitere Bilder    | Wegestein         | Untere Dorfstraße 5 (bei) (Karte)           | 19. Jahrhundert     | Verkehrshistorische Bedeutung. Ca. 1,20 m hoher Sandsteinkubus, mit Inschrift „Geißlitz, Baßlitz, Böhla, Gävernitz, Laubach“, verwittert.                                                         | 08957833 |
| Weitere Bilder    | Wegestein         | (Flurstück 105) (Karte)                     | 19. Jahrhundert     | Verkehrshistorische Bedeutung. Ca. 1,20 m hoher, stark verwitterter Sandsteinkubus mit Inschrift „Böhla, Jessen, Feldweg“.                                                                        | 08957765 |
| Weitere Bilder    | Wegestein         | Baßlitzer Straße (Karte)                    | 19. Jahrhundert     | Verkehrshistorische Bedeutung. Ca. 80 cm hoch, Sandstein weiß getüncht, Inschrift „Böhla, Baßlitz, Jessen“.                                                                                       | 08957764 |
| Bild gesucht      | Wegestein         | (Gemarkung Dallwitz, Flurstück 65) (Karte)  | 19. Jahrhundert     | Verkehrshistorische Bedeutung. 1,50 m hoher Sandsteinkubus mit Inschrift „Nauleis 1 km, Großenhain 6 km, Dallwitz 1 km, Lenz 2 km“.                                                               | 08957785 |
| Bild gesucht      | Wegestein         | Ringstraße 16 (bei) (Karte)                 | 19. Jahrhundert     | Verkehrshistorische Bedeutung. Sandsteinkubus mit Inschrift „Göhra 2, 5 km, Nauleis 2 km“. | 08957784 |
| Bild gesucht      | Wegestein         | (Flurstück 252/1) (Karte)                   | 19. Jahrhundert     | Verkehrshistorische Bedeutung. Etwa ein Meter hoher scharrierter Sandsteinkubus, Inschrift „Großenhain, Goltzscha, Dorf Medessen“.                                                                | 08957808 |
| Weitere Bilder    | Wegestein         | Am Rundling 1 (gegenüber) (Karte)           | 19. Jahrhundert     | Verkehrsgeschichtlich von Bedeutung. Etwa einen Meter hoher scharrierter Sandsteinkubus, Inschrift „Dresden, Großenhain, Moritzburg, Meißen, Ortrand“.                                            | 08957799 |
| Bild gesucht      | Wegestein         | (Flurstück 192) (Karte)                     | 19. Jahrhundert     | Verkehrshistorische Bedeutung. Etwa einen Meter hohe, weiß getünchte und scharrierte Sandsteinstele, Inschrift „Porschütz, Strießen, Kmehlen“, mit schwarzen Handabdrücken als Richtungsanzeiger. | 08957806 |
| Bild gesucht      | Wegestein         | An der Kirche (Karte)                       | Bezeichnet mit 1851 | Verkehrshistorische Bedeutung. Ca. 80 Zentimeter hoher Wegestein aus Sandstein, weiß getüncht, Inschrift „Kmehlen, 1851 Dorf Wantewitz, Meißen, Gr.hain, Staucha, Rittergut Baßlitz“.             | 08957761 |
| Wegstein Stauda   | Wegstein Stauda   | (Karte)                                     |                     | |          |

### Radebeul
| Bild                          | Bezeichnung                   | Lage                                       | Datierung | Beschreibung | ID |
| ----------------------------- | ----------------------------- | ------------------------------------------ | --------- | --- | -- |
| Wegweisersäule Kötzschenbroda | Wegweisersäule Kötzschenbroda | (Karte)                                    |           | Stark verwittert. Durch Graffiti sowie das Anbringen von Wegweisern für den Elberadweg wurde die Wegesäule beschädigt. Die Inschrift kann nicht mehr entziffert werden. |    |
| Bild gesucht                  | Wegweisersäule Lindenau       | Altlindenau (Karte)                        |           | |    |
| Wegweisersäule Lindenau       | Wegweisersäule Lindenau       | Jägerhofstraße/ Moritzburger Str. (Karte)  |           | |    |
| Wegweisersäule Naundorf       | Wegweisersäule Naundorf       | Auerweg/ Kreyernweg (Karte)                |           | |    |
| Bild gesucht                  | Wegweisersäule Naundorf       | Rietzschkegrund/ Kreyernweg (Karte)        |           | |    |
| Wegweisersäule Wahnsdorf      | Wegweisersäule Wahnsdorf      | Altwahnsdorf/ Reichenberger Str. (Karte)   |           | |    |
| Wegweisersäule Wahnsdorf      | Wegweisersäule Wahnsdorf      | Langenwiesenweg/ Dorfgrund (Karte)         |           | |    |
| Bild gesucht                  | Wegweisersäule Zitzschewig    | Mittlere Bergstraße/ Krapenbergweg (Karte) |           | |    |

### Radeburg
| Bild                    | Bezeichnung                      | Lage                           | Datierung                 | Beschreibung | ID       |
| ----------------------- | -------------------------------- | ------------------------------ | ------------------------- | --- | -------- |
| Wegestein Bärnsdorf     | Wegestein Bärnsdorf              | Marsdorfer Straße (Karte)      | 2. Hälfte 19. Jahrhundert | Granitstele, markante Kopfgestaltung mit nach vorne vertieften Inschriftfeldern, verkehrsgeschichtlich bedeutend. Diese Form der Wegesäule mit den nach vorne vertieften Schriftfeldern findet sich z. B. noch auf dem Stadtgebiet von Dresden, an der Lohmener Straße (Oberpoyritz) und in Altpestitz. Die beiden Dresdner Säulen sind jedoch aus Sandstein und somit auch älter. | 09303420 |
| Wegweisersäule Bärwalde | Wegweisersäule Bärwalde          | S177/ Abzweig Bärwalde (Karte) |                           | |          |
| Bild gesucht            | Wegweisersäule Großdittmannsdorf | Am Taubusch/ Mühlweg (Karte)   |                           | |          |

### Riesa
| Bild           | Bezeichnung | Lage                            | Datierung                 | Beschreibung | ID       |
| -------------- | ----------- | ------------------------------- | ------------------------- | --- | -------- |
| Bild gesucht   | Wegesäule   | Prausitzer Straße (Karte)       | 2. Hälfte 19. Jahrhundert | Sandsteinstele mit Ortsbezeichnungen und Richtungspfeilen, verkehrsgeschichtlich von Bedeutung | 09304359 |
| Wegestein      | Wegestein   | Mehltheuer Straße (Karte)       | 19. Jahrhundert           | In der alten Gemarkung Böhlen, verkehrsgeschichtlich von Bedeutung, Sandstein | 08965487 |
| Weitere Bilder | Wegestein   | Riesaer Straße 28 (vor) (Karte) | Um 1820                   | Sandstein, historisches Kopfstück mit Schriftblock, Dokument der Verkehrsgeschichte. Kopfstück mit dem auf vier Seiten gut lesbaren Schriftblock original erhalten, Schaft ergänzt als Neufertigung, Aufstellung 1999, Inschriften in Kursivschrift „Riesa / Grossen / Hayn, Gröba / Strehla, Lomatzsch / 2 1/4 St, Lomatzsch“. | 08965530 |

### Schönfeld
| Bild           | Bezeichnung | Lage                               | Datierung       | Beschreibung | ID       |
| -------------- | ----------- | ---------------------------------- | --------------- | --- | -------- |
| Bild gesucht   | Wegestein   | (Flurstück 428, Fasanerie) (Karte) | 19. Jahrhundert | Verkehrsgeschichtlich von Bedeutung, graue Granitstele mit aufgemaltem Wanderzeichen, in der Nähe der Fasanerie                              | 08957200 |
| Bild gesucht   | Wegestein   | Straße der MTS (Karte)             | 19. Jahrhundert | Verkehrsgeschichtlich von Bedeutung, graue Granitstele mit aufgemaltem Wanderzeichen                                                         | 08957201 |
| Wegestein      | Wegestein   | Ortrander Straße (Karte)           | 19. Jahrhundert | Verkehrshistorische Bedeutung, graue Granitstele ohne Inschrift                                                                              | 08957127 |
| Weitere Bilder | Wegestein   | Pflaumenallee (Karte)              | 19. Jahrhundert | Von ortshistorischer Relevanz, graue Granitstele mit T-Aussparung im ehemaligen Staatsforst Cosel, Pflaumenallee war ehemalige Bezirksstraße | 08957128 |
| Weitere Bilder | Wegestein   | Pflaumenallee (Karte)              | 19. Jahrhundert | Verkehrshistorische Bedeutung, graue Granitstele ohne Inschrift                                                                              | 08957129 |
| Weitere Bilder | Wegestein   | Alte Blochwitzer Straße (Karte)    | 19. Jahrhundert | Verkehrshistorische Bedeutung, grauer Granit, Inschrift „Blochwitz/ Ortrand/ Linz“                                                           | 08957123 |

### Stauchitz
| Bild         | Bezeichnung | Lage                    | Datierung       | Beschreibung | ID       |
| ------------ | ----------- | ----------------------- | --------------- | --- | -------- |
| Bild gesucht | Wegestein   | Alte Poststraße (Karte) | 19. Jahrhundert | Der etwa 1,40 m hohe, zum Teil verwitterte Sandsteinkubus ist verkehrshistorisch von Bedeutung. | 08959132 |
| Wegestein    | Wegestein   | (Flurstück 128) (Karte) | 19. Jahrhundert | Ein ca. 1,70 m hoher schlanker Sandsteinkubus mit gut erhaltener Inschrift „Plotitz 1/8 St./ Seerhausen 1/2 St./ Gleina 1/4 St./ Staucha 3/4 St./ Trogen 1/2 St. Lommatzsch 1,5 St./ Stösitz 1/4 St./ Grubnitz 1/2 St.“ mit verkehrshistorischer Bedeutung. | 08959170 |

### Thiendorf
| Bild           | Bezeichnung | Lage                                        | Datierung       | Beschreibung | ID       |
| -------------- | ----------- | ------------------------------------------- | --------------- | --- | -------- |
| Wegestein      | Wegestein   | (Flurstück 675d) (Karte)                    | 19. Jahrhundert | Verkehrshistorische Bedeutung | 08956985 |
| Weitere Bilder | Wegestein   | Zum Springbach (Ecke Am Eichberg) (Karte)   | 19. Jahrhundert | Verkehrshistorische Bedeutung, ehemalige Anschrift Dorfstraße/Kurzer Weg                                                                                    | 08956998 |
| Weitere Bilder | Wegesäule   | Zur Feldmühle (Ecke Zum Springbach) (Karte) | 19. Jahrhundert | Verkehrshistorische Bedeutung, ehemalige Anschrift Hauptstraße                                                                                              | 08956997 |
| Weitere Bilder | Wegestein   | Zur Feldmühle (Ecke Am Eichberg) (Karte)    | 19. Jahrhundert | Verkehrshistorische Bedeutung, ehemalige Anschrift Hauptstraße                                                                                              | 08957002 |
| Bild gesucht   | Wegestein   | Hauptstraße (Karte)                         | 19. Jahrhundert | Verkehrshistorische Bedeutung, graue Granitstele ohne Inschrift (verwittert)                                                                                | 08957022 |
| Weitere Bilder | Wegestein   | (Flurstück 112) (Karte)                     | 19. Jahrhundert | Verkehrshistorische Bedeutung. Aus grauem Granit, Inschrift „Lüttichau“, mit Richtungspfeil (Stein vermutlich versetzt, da Pfeil in andere Richtung weist). | 08956654 |
| Bild gesucht   | Wegestein   | Dorfstraße 2 (gegenüber) (Karte)            | 19. Jahrhundert | Verkehrshistorische Bedeutung. Naturstein, weiß getüncht, zwei Inschriften: Sacka, Stölpchen. Im Mai 2022 nicht vorhanden                                   | 08956656 |
| Bild gesucht   | Wegestein   | Dorfstraße 2 (gegenüber) (Karte)            | 19. Jahrhundert | Verkehrshistorische Bedeutung. Naturstein, weiß getüncht, zwei Inschriften: Welxande 1/2 h, Sacka. Im Mai 2022 nicht vorhanden                              | 08956657 |
| Wegestein      | Wegestein   | (Flurstücke 457, 458) (Karte)               | 19. Jahrhundert | Verkehrshistorische Bedeutung. Scharrierter Granitsockel, Inschrift: Tauscha, Dobra, Sacka.                                                                 | 08956987 |
| Bild gesucht   | Wegestein   | Anbau (Karte)                               | 19. Jahrhundert | Verkehrshistorische Bedeutung. Scharrierter Granitblock, Inschrift: Königsbrück, Radeburg, Tauscha.                                                         | 08956983 |
| Wegestein      | Wegestein   | Alte Radeburger Straße 11 (vor) (Karte)     | 19. Jahrhundert | Verkehrshistorische Bedeutung. Graue Granitstele, Inschrift „Radeburg, Medingen“.                                                                           | 08957009 |
| Bild gesucht   | Wegestein   | (Flurstück 157/1) (Karte)                   | 19. Jahrhundert | Verkehrshistorische Bedeutung. Sandsteinstele, unteres Drittel scharriert, im oberen Teil verwitterte Inschrift.                                            | 08957015 |

### Weinböhla
| Bild           | Bezeichnung | Lage                        | Datierung                  | Beschreibung | ID       |
| -------------- | ----------- | --------------------------- | -------------------------- | --- | -------- |
| Weitere Bilder | Wegestein   | (Flurstück 3133/25) (Karte) | 19. Jahrhundert            | Sandsteinstele, markante Inschriftfelder und Richtungsweiser, verkehrsgeschichtlich bedeutend. Die Wegesäule gehört wie die Wolfssäule zu Weinböhla, das Forsthaus Kreyern gehört zu Coswig. | 09266811 |
| Wegestein      | Wegestein   | Moritzburger Straße (Karte) | 3. Viertel 19. Jahrhundert | Sandsteinsäule mit Inschriften und Richtungsweisern, dazu Vermessungspunkt in Form einer Metallkugel am Fuß, verkehrsgeschichtlich bedeutend                                                 | 09306714 |

### Wülknitz
| Bild         | Bezeichnung     | Lage                                | Datierung            | Beschreibung | ID       |
| ------------ | --------------- | ----------------------------------- | -------------------- | --- | -------- |
| Wegestein    | Wegestein       | Lichtenseer Straße 12 (bei) (Karte) | 19. Jahrhundert      | Verkehrshistorische Bedeutung, ca. 50 cm hoher Sandsteinkubus, Inschrift „Streumen, Lichtensee, Tiefenau, ...abitz“ | 08958894 |
| Wegestein    | Wegestein       | Großenhainer Straße 2 (bei) (Karte) | 19. Jahrhundert      | Verkehrshistorische Bedeutung, ca. 1,20 m hoher Natursteinblock mit Inschrift „Görzig 3,0 km/ Radewitz 3,0 km/ Roda 6,0 km/ Colmnitz 2,8 km/ Wildenhain 6,2 km/ Streumen 2,0 km/ Großenhain 10,8 km“ | 08958900 |
| Bild gesucht | Drei Wegesteine | Hauptstraße 2 (bei) (Karte)         | Ende 19. Jahrhundert | Von verkehrshistorischer Bedeutung, Wegesteine mit Kilometerangaben. - ca. 70 cm hoher Wegestein, Sandstein, weiß getüncht, im Oberen Teil ein teil weggebrochen, Inschrift „...umen 2,0 klm, Coselitz 3,6 klm“ - ca. 50 cm hoher Sandsteinkubus, weiß getüncht, Inschrift „Colen, Görzig, Peritz, Bauda“ - ca. 70 cm hoher Sandsteinkubus, weiß getüncht, Inschrift „Peritz 1,0 klm“ | 09300234 |

### Zeithain
| Bild           | Bezeichnung                    | Lage                                 | Datierung       | Beschreibung | ID       |
| -------------- | ------------------------------ | ------------------------------------ | --------------- | --- | -------- |
| Weitere Bilder | Wegestein in Einfriedungsmauer | Elbweg 22 (bei) (Karte)              | 19. Jahrhundert | Verkehrshistorische Bedeutung, scharrierter Sandsteinkubus, verwitterte Inschrift „Jacobsthal, Zschepa“, in Einfriedungsmauer integriert | 08956584 |
| Weitere Bilder | Wegestein                      | Promnitzer Straße 20 (neben) (Karte) | 19. Jahrhundert | Verkehrshistorische Bedeutung, ca. 1,50 m hoher Sandsteinkubus, an zwei Seiten Inschrift „Moritz / Großenhain“ (zum Teil verwittert)     | 08958890 |